# Montilliers
Montilliers är en kommun i departementet Maine-et-Loire i regionen Pays de la Loire i nordvästra Frankrike. Kommunen ligger i kantonen Vihiers som tillhör arrondissementet Saumur. År 2022 hade Montilliers 1 229 invånare.

## Befolkningsutveckling
Antalet invånare i kommunen Montilliers
| Referens: INSEE |